# خط عرض 14° جنوب
خط عرض 14° جنوب هي إحدى دوائر العرض الجغرافية، وهي دوائر وهمية تحيط بالكرة الأرضية، وموازية لخط الاستواء، وتتميز هذه الدائرة بأن الأراضي الواقعة عليها تنتمي للمنطقة المدارية الحارة.

## حول العالم
خط عرض 14° جنوب يبدأ من خط الزوال الأولي ويتجه شرقا ويمر عبر:
| الإحداثيات                           | البلد أو الإقليم أو البحر | ملاحظات |
| ------------------------------------ | ------------------------- | --- |
| 14°0′S 0°0′E / 14.000°S 0.000°E      | المحيط الأطلسي            | |
| 14°0′S 12°24′E / 14.000°S 12.400°E   | أنغولا                    | |
| 14°0′S 22°0′E / 14.000°S 22.000°E    | زامبيا                    | |
| 14°0′S 32°59′E / 14.000°S 32.983°E   | مالاوي                    | لحوالي 8 كـم (5.0 ميل) |
| 14°0′S 33°4′E / 14.000°S 33.067°E    | زامبيا                    | لحوالي 15 كـم (9.3 ميل) |
| 14°0′S 33°13′E / 14.000°S 33.217°E   | مالاوي                    | مرورا بجنوب ليلونغوي مرورا عبر بحيرة ملاوي |
| 14°0′S 35°20′E / 14.000°S 35.333°E   | موزمبيق                   | |
| 14°0′S 40°38′E / 14.000°S 40.633°E   | المحيط الهندي             | قناة موزمبيق |
| 14°0′S 47°46′E / 14.000°S 47.767°E   | مدغشقر                    | جزيرة Nosy Berafia |
| 14°0′S 47°48′E / 14.000°S 47.800°E   | المحيط الهندي             | قناة موزمبيق |
| 14°0′S 47°58′E / 14.000°S 47.967°E   | مدغشقر                    | |
| 14°0′S 50°8′E / 14.000°S 50.133°E    | المحيط الهندي             | |
| 14°0′S 125°58′E / 14.000°S 125.967°E | أستراليا                  | أستراليا الغربية - مرورا عبر Vansittart Bay وNapier Broome Bay                                                                                        |
| 14°0′S 127°28′E / 14.000°S 127.467°E | خليج جوزيف بونابرت        | |
| 14°0′S 129°43′E / 14.000°S 129.717°E | أستراليا                  | إقليم شمالي (أستراليا) |
| 14°0′S 135°54′E / 14.000°S 135.900°E | خليج كاربنتاريا           | |
| 14°0′S 136°25′E / 14.000°S 136.417°E | أستراليا                  | جزيرة جروت آيلاند، إقليم شمالي (أستراليا) |
| 14°0′S 136°45′E / 14.000°S 136.750°E | خليج كاربنتاريا           | |
| 14°0′S 141°31′E / 14.000°S 141.517°E | أستراليا                  | شبه جزيرة كيب يورك، كوينزلاند |
| 14°0′S 143°40′E / 14.000°S 143.667°E | بحر المرجان               | مرورا بجنوب Osprey Reef, أستراليا's جزر بحر المرجان · Passing between the جزر فانوا لافا [لغات أخرى]‏ و Gaua, فانواتو                                  |
| 14°0′S 167°58′E / 14.000°S 167.967°E | المحيط الهادئ             | مرورا بشمال Futuna Island, واليس وفوتونا |
| 14°0′S 171°50′W / 14.000°S 171.833°W | ساموا                     | جزيرة أوبولو |
| 14°0′S 171°25′W / 14.000°S 171.417°W | المحيط الهادئ             | مرورا بشمال توتويلا island, ساموا الأمريكية · مرورا بشمال the اوفو-اولوسيغا islands, ساموا الأمريكية · مرورا بشمال the Disappointment Islands, تاهيتي |
| 14°0′S 76°17′W / 14.000°S 76.283°W   | بيرو                      | |
| 14°0′S 68°57′W / 14.000°S 68.950°W   | بوليفيا                   | |
| 14°0′S 60°24′W / 14.000°S 60.400°W   | البرازيل                  | ماتو غروسو غوياس باهيا |
| 14°0′S 38°55′W / 14.000°S 38.917°W   | المحيط الأطلسي            | |